# جو برادفورد
جو برادفورد (به انگلیسی: Joe Bradford) بازیکن فوتبال زادهٔ ۲۲ ژانویه ۱۹۰۱ اهل کشور انگلستان بود که سابقهٔ بازی در تیم ملی فوتبال انگلستان را در کارنامهٔ خود دارد. وی در تاریخ ۲۰ اکتبر ۱۹۲۳ نخستین بازی ملی خود را در مقابل تیم ملی فوتبال ایرلند شمالی انجام داد و با حضور در ۱۲ بازی ملی، در تاریخ ۲۲ نوامبر ۱۹۳۰ واپسین بازی ملی‌اش را در برابر تیم ملی فوتبال ولز برگزار کرد.
این بازیکن توانسته در بازی‌های ملی، ۷ گل به ثمر برساند.